# 安德纳赫之战
安德纳赫之战于939年2月在莱茵河畔的安德纳赫爆发，对战双方为东法兰克王国国王奥托一世与叛乱的两大部落公国公爵——弗兰肯公爵埃贝哈德与洛林公爵吉塞尔伯特。此次战役以奥托一世取得决定性的胜利，叛军失败及其首领战死告终。

## 背景
弗兰肯公爵埃贝哈德出身康拉丁家族，曾是德意志国王亨利一世的坚定支持者。然而，亨利一世去世后，埃贝哈德很快与其子、继位者奥托一世产生了矛盾。新国王与其父不同，认为国王的地位不止于同侪之首，而是坚持强化王权。937年，埃贝哈德及其他部分诸侯拒绝向新王效忠，反对者开始集结。938年，埃贝哈德联合奥托的异母兄坦克玛以及巴伐利亚公爵埃贝哈德向奥托发难，但叛乱被迅速平定，坦克玛在埃雷斯堡的教堂中被奥托的支持者杀死，巴伐利亚公爵埃贝哈德逊位于叔父贝特霍尔德。弗兰肯的埃贝哈德与奥托一世之间仅维持了短暂的和平，939年，他又与洛林公爵吉塞尔伯特以及奥托的弟弟巴伐利亚公爵亨利联手，再次起兵叛乱。
自928年以来担任洛林公爵的吉塞尔伯特，于929年娶了奥托的妹妹格贝尔加为妻，在亨利一世在位期间也曾效忠于他。据部分史料记载，格贝尔加更倾向于支持她的弟弟亨利继承东法兰克王国的王位，而不是奥托，因此吉塞尔伯特在她的请求下举兵反叛。事实上，在939年，吉塞尔伯特确实加入了亨利和埃贝哈德领导的叛乱。此外，他还与西法兰克王国的新任国王路易四世结盟，或许是为了获得这位强大君主及西法兰克贵族的支持。

## 经过
奥托在伯滕战役中首次战胜叛军，地点接近今天的克桑滕。然而，他却对莱茵河另一侧的敌人束手无策。因为无法抓到叛乱主谋，他选择围困叛军据点。彼时吉塞尔伯特和埃贝哈德挥师南下，劫掠了支持王室的伯爵领地。叛军得到了路易四世，及以奥托的姐夫伟大的于格等重要西法兰克领主的支持。奥托包围莱茵河畔布赖萨赫时，叛军从梅斯出发，向莱茵河推进并在安德纳赫附近渡河。
在叛军掠夺了拉瑙地区后，他们再次尝试在安德纳赫附近渡河。此时，两位保皇派的伯爵——拉恩高伯爵“短须”康拉德及其族弟，莱茵高和韦特劳伯爵奥托——对叛军展开了奇袭。二人和埃贝哈德一样出身于康拉丁家族，却选择站在国王一边。他们率领一支小型军队尾随叛军，并在大部分叛军已渡过莱茵河、携带战利品撤退时发动了攻击。埃贝哈德在战斗中阵亡，吉塞尔伯特则在试图渡河逃跑时溺亡。至此，针对奥托一世的叛乱宣告结束。